# Stanisław Ordyk
Stanisław Ordyk ps. „Czernik”, (ur. 15 lutego 1917 w Machowie, zm. 11 czerwca 1979 w Zabrzu) – polski działacz ruchu ludowego, żołnierz wojny obronnej 1939 r., dowódca oddziału Batalionów Chłopskich, oficer Wojska Polskiego.

## Życiorys
Urodził się w 1917 w rodzinie chłopskiej mieszkającej w Machowie. Ukończył szkołę podstawową i dwuletnią szkołę rolniczą w Mokrzyszowie. W czasie nauki wstąpił do Związku Młodzieży Wiejskiej "Wici" a po zakończeniu edukacji jako ochotnik zgłosił się do służby zawodowej w Wojsku Polskim. Służbę pełnił w 24 batalionie Korpusu Ochrony Pogranicza w Sejnach.
W czasie agresji III Rzeszy, Słowacji i ZSRR w 1939 walczył w bitwach nad Narwią i pod Grodnem. Po wyrwaniu się z niemieckiego okrążenia w rejonie Sopoćkiń razem z oddziałem przekroczył granicę litewską i został internowany w obozie jeńców wojennych w Birsztanach. Tam Związek Studentów Polskich przygotował mu fałszywy paszport na nazwisko Czernik, które stało się jego pseudonimem. W lutym 1940 Stanisław Ordyk wrócił do swej rodzinnej wsi Machów.  Wstąpił do tworzonych Batalionów Chłopskich, przyjął pseudonim „Czernik” został powiatowym szefem łączności i szefem Komendy Obwodu. Jako dowódca oddziału partyzanckiego Batalionów Chłopskich liczącego około 120 ludzi. brał udział, 25 marca 1943 w nieudanej akcji na więzienie w Mielcu przeprowadzonej razem z oddziałem Armii Krajowej.
10 października 1943 dowodził oddziałem w potyczce z żandarmerią niemiecką w pobliżu miejscowości Stale. W walce zginęło czterech Niemców. 30 lipca 1944 razem z oddziałem brał udział w walkach przy tworzeniu przez armie radziecką przyczółka sandomiersko-baranowskiego.
Po rozwiązaniu oddziału i służbie w Milicji Obywatelskiej razem z grupą około 20 partyzantów wstąpił w szeregi Ludowego Wojska Polskie i przeszedł szlak bojowy najpierw z 1 Armią a następnie 2 Armią Wojska Polskiego. Służył w 1 Pułku Samochodowym.
Po zakończeniu II wojny światowej napisał książkę Hasło "Wisła" wydaną w 1970 przez Ludową Spółdzielnię Wydawniczą. Książkę w formie wspomnień dowódcy oddziału partyzanckiego, poświęcił pamięci Józefa Dybusa oraz wszystkim żołnierzom Batalionów Chłopskich, ziemi tarnobrzesko-sandomierskiej, którzy życie swoje oddali za wolność Polski.

## Ordery i odznaczenia
- Krzyż Kawalerski Orderu Odrodzenia Polski
- Order Virtuti Militari
- Krzyż Walecznych
- Krzyż Partyzancki